# Edie Adams
Edie Adams, talvolta accreditata come Edythe Adams o Edith Adams, pseudonimo di Edith Elizabeth Enke (Kingston, 16 aprile 1927 – Los Angeles, 15 ottobre 2008), è stata un'attrice e cantante statunitense, attiva fra il 1951 ed il 2004 in cinema, teatro (specialmente in musical) e in televisione, dove apparve in numerose serie e in spot pubblicitari.

## Biografia

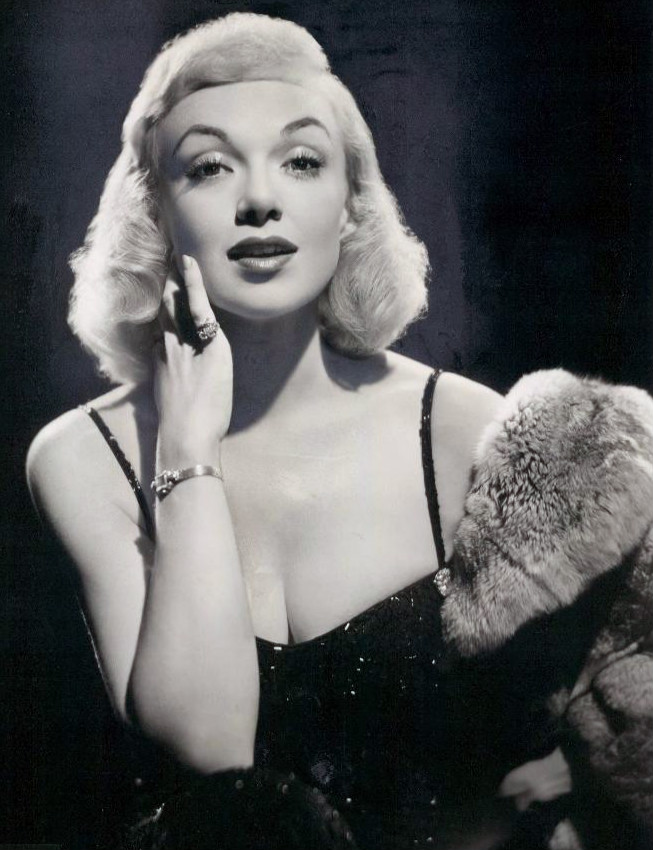
Edie Adams nel 1957

In lizza come migliore attrice protagonista di una serie comica o commedia ai premi Emmy 1957 (per la partecipazione al The Ernie Kovacs Show), vincitrice lo stesso anno del Tony Award alla miglior attrice non protagonista in un musical (per Li'l Abner), è conosciuta come interprete di numerosi film commedia di successo - in cui impersonava il ruolo di bionda platinata e femmina fatale sullo stile di Marilyn Monroe e di altre star coeve - fra cui Questo pazzo, pazzo, pazzo, pazzo mondo, girato nel 1963.
È stata sposata all'attore e intrattenitore televisivo statunitense, ma di origine ungherese, Ernie Kovacs dal 1954 fino alla morte di questi, avvenuta nel 1962 in un incidente d'auto. Successivamente è stata sposata altre due volte (entrambi i matrimoni si sono conclusi in divorzio): con Marty Mills (dal 1964 al 1971) e con Pete Candoli (dal 1972 al 1988).

## Filmografia

### Cinema

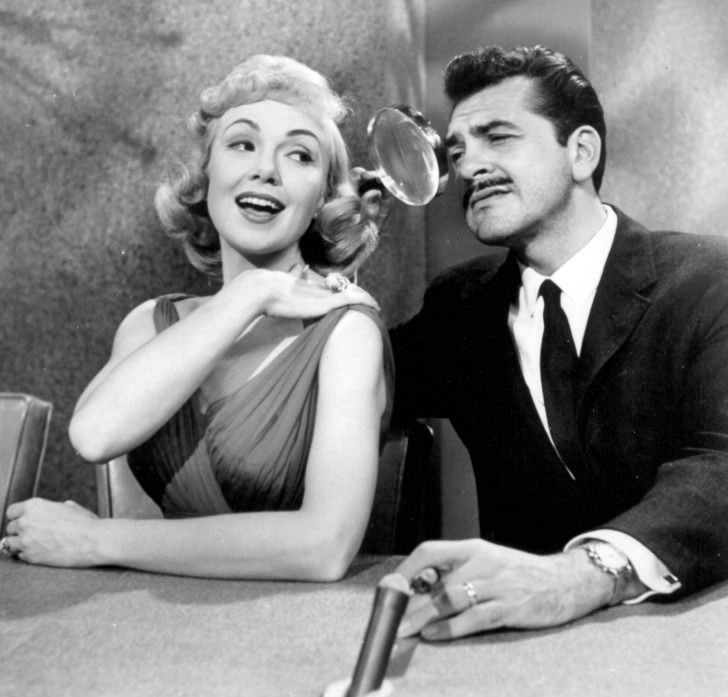
Edie Adams con il primo marito, l'attore e conduttore televisivo Ernie Kovacs, in una foto di scena dello show televisivo Take A Good Look (1960)

- L'appartamento (The Apartment), regia di Billy Wilder (1960)
- Amore, ritorna! (Lover Come Back), regia di Delbert Mann (1961)
- Chiamami buana (Call Me Bwana), regia di Gordon Douglas (1963)
- Sotto l'albero yum yum (Under the Yum Yum Tree), regia di David Swift (1963)
- Questo pazzo, pazzo, pazzo, pazzo mondo (It's a Mad, Mad, Mad, Mad World), regia di Stanley Kramer (1963)
- Strano incontro (Love with the Proper Stranger), regia di Robert Mulligan (1963)
- L'amaro sapore del potere (The Best Man), regia di Franklin Schaffner (1964)
- La ragazza made in Paris (Made in Paris), regia di Boris Sagal (1966)
- Tramonto di un idolo (The Oscar), regia di Russell Rouse (1966)
- Masquerade, regia di Joseph L. Mankiewicz (1967)

### Televisione
- Cinderella, regia di Ralph Nelson – film TV (1957)
- General Electric Theater – serie TV, episodio 7x09 (1958)
- The United States Steel Hour – serie TV, 2 episodi (1960-1961)
- The Dick Powell Show – serie TV, episodio 2x23 (1963)
- La signora in giallo (Murder, She Wrote) – serie TV, episodio 1x10 (1985)

## Doppiatrici italiane
- Fiorella Betti in L'appartamento, Questo pazzo, pazzo, pazzo, pazzo mondo
- Rita Savagnone in Strano incontro, L'amaro sapore del potere
- Maria Pia Di Meo in Amore, ritorna!
- Rosetta Calavetta in Sotto l'albero yum yum